# Best of Hilcrhyme
『Best of Hilcrhyme』（ベスト・オブ・ヒルクライム）は、Hilcrhymeが2012年4月25日にユニバーサルJから3枚同時発売した初のベストアルバム。

## 概要
このベストアルバムには、「Best of Hilcrhyme 〜BEST RAP〜」「Best of Hilcrhyme〜GOLD〜」「Best of Hilcrhyme〜SILVER〜」の3つがある。

## 収録内容
- 〜GOLD〜版
ボーナストラック1曲を含むCD
- 〜SILVER〜版
ボーナストラック3曲を含むCD
- 〜BEST RAP〜版（限定BOX）
2枚組CD （「Best of Hilcrhyme〜GOLD〜」「Best of Hilcrhyme〜SILVER〜」）＋「春夏秋冬〜フルオーケストラver.〜」PV収録DVD＋豪華ライブ写真

## 収録曲

### 〜GOLD〜
1. 純也と真菜実
2. 春夏秋冬
3. もうバイバイ
4. 大丈夫
5. ルーズリーフ
6. トラヴェルマシン
7. 臆病な狼
8. no one
9. パーソナルCOLOR
10. チャイルドプレイ
11. BOYHOOD
12. RIDERS HIGH
13. No.109
14. Changes
15. マイクリスマスキャロル
16. 春夏秋冬〜フルオーケストラver．（ボーナストラック）

### 〜SILVER〜
1. 朱ノ鷺
2. Little Samba ～情熱の金曜日～
3. 友よ
4. 光
5. 息吹
6. East Area
7. 押韻見聞録
8. ♪メリーゴーラン♪
9. ツボミ
10. please cry
11. 内容の無い手紙（ボーナストラック）
NEWSのセルフカバー
12. SKYDRIVE at ”MESSAGE TOUR 2011”（ボーナストラック）
13. Extraction -Instrumental- at ”RISING TOUR 2012”（ボーナストラック）

## 写真集
デビュー当時からのライブヒストリー写真集
Hilcrhyme Indies Last One-man
Hilcrhyme TOUR 2010 リサイタル
Hilcrhyme TOUR 2010 リサイタル~アンコール~
Hilcrhyme MESSAGE TOUR 2011
| スタブアイコン | サブスタブ | この項目は、まだ閲覧者の調べものの参照としては役立たない、アルバムに関連した書きかけの項目です。この項目を加筆・訂正などしてくださる協力者を求めています（P:音楽/PJ:アルバム）。 |